# Список министров иностранных дел Индонезии
Ниже представлен Спи́сок мини́стров иностра́нных дел Индоне́зии.
Условные обозначения:
 Беспартийный
 Сарекат Ислам
 Машуми
 Социалистическая народная партия/Социалистическая партия
 Национальная партия Индонезии
 Голкар
 Партия национального пробуждения
| #  | Министр | Министр                  | Начало полномочий    | Окончание полномочий | Партия                                                                           |
| -- | ------- | ------------------------ | -------------------- | -------------------- | -------------------------------------------------------------------------------- |
| 1  |         | Ахмад Субарджо           | 2 сентября 1945 года | 14 ноября 1945 года  | Машуми                                                                           |
| 2  |         | Сутан Шарир              | 14 ноября 1945 года  | 26 июня 1947 года    | Социалистическая народная партия (до декабря 1945 года), Социалистическая партия |
| 3  |         | Агус Салим               | 3 июля 1947 года     | 20 декабря 1949 года | Сарекат Ислам                                                                    |
| *  |         | Шафруддин Правиранегара  | 18 декабря 1948 года | 31 марта 1949 года   | Машуми                                                                           |
| *  |         | Александр Андрис Марамис | 31 марта 1949 года   | 13 июля 1949 года    | Беспартийный                                                                     |
| 4  |         | Мохаммад Хатта           | 20 декабря 1949 года | 6 сентября 1950 года | Национальная партия Индонезии                                                    |
| 5  |         | Мохаммад Рум             | 6 сентября 1950 года | 27 апреля 1951 года  | Машуми                                                                           |
| 6  |         | Ахмад Субарджо           | 27 апреля 1951 года  | 3 апреля 1952 года   | Машуми                                                                           |
| 7  |         | Вилопо                   | 3 апреля 1952 года   | 29 апреля 1953 года  | Национальная партия Индонезии                                                    |
| 8  |         | Мукарто Нотовидигдо      | 29 апреля 1952 года  | 30 июля 1953 года    | Национальная партия Индонезии                                                    |
| 9  |         | Сунарио Састровардойо    | 30 июля 1953 года    | 12 августа 1955 года | Национальная партия Индонезии                                                    |
| 10 |         | Ида Анак Агунг Где Агунг | 12 августа 1955 года | 25 марта 1956 года   | Беспартийный                                                                     |
| 11 |         | Руслан Абдулгани         | 25 марта 1956 года   | 9 апреля 1957 года   | Национальная партия Индонезии                                                    |
| 12 |         | Субандрио                | 9 апреля 1957 года   | 28 марта 1966 года   | Национальная партия Индонезии                                                    |
| 13 |         | Адам Малик               | 28 марта 1966 года   | 29 марта 1978 года   | Голкар                                                                           |
| 14 |         | Мохтар Кусумаатмаджа     | 29 марта 1978 года   | 21 марта 1988 года   | Голкар                                                                           |
| 15 |         | Али Алатас               | 21 марта 1988 года   | 23 октября 1999 года | Голкар                                                                           |
| 16 |         | Алви Абдуррахман Шихаб   | 23 октября 1999 года | 23 июля 2001 года    | Партия национального пробуждения                                                 |
| 17 |         | Хассан Вираюда           | 10 августа 2001 года | 20 октября 2009 года | Беспартийный                                                                     |
| 18 |         | Марти Наталегава         | 22 октября 2009 года | 20 октября 2014 года | Беспартийный                                                                     |
| 19 |         | Ретно Марсуди            | 27 октября 2014 года | 20 октября 2024 года | Беспартийная                                                                     |
| 20 |         | Сугионо                  | 21 октября 2024 года | Ныне в должности     | Движение за великую Индонезию                                                    |